# Filmfabriek Hollandia
Filmfabriek Hollandia was een productie- en distributiebedrijf in films en documentaires en was actief tussen 1912 en 1922. De N.V. filmfabriek werd op 9 april 1912 opgericht als opvolger van de Maatschappij voor Wetenschappelijke Cinematografie en de Maatschappij voor Artistieke Cinematografie. Tussen 1912 en 1923 was het Nederlands enige filmproductiebedrijf met een continue productie.

## Geschiedenis

### Het begin
In 1912 richtte Maurits Binger Filmfabriek Hollandia op. Het gebouw was gevestigd aan de Scheepmakersdijk 3-5 te Haarlem. Hij haalde bij het oprichten inspiratie uit een artikel van Charles Boissevain, die zich afvroeg wanneer er eindelijk een filmmaatschappij in Nederland zou komen. Er was destijds echter al een filmmaatschappij, namelijk Filmfabriek F.A. Nöggerath, maar deze distribueerde niet films met regelmaat. Hollandia zou films uitbrengen voor zowel het onderwijs als voor vermaak. Er kwam op 18 mei 1912 twee afdelingen; de 'Maatschappij voor Wetenschappelijke Cinematographie' en de 'Maatschappij voor Artistieke Cinematographie'. Daniel de Clercq werd een maand later benoemd tot de directeur van de 'wetenschappelijke afdeling'.
Aan het begin wilde men enkel documentaires maken. Deze deden het financieel echter niet goed, waarop er werd besloten een overstap te maken naar de speelfilm. Volgens Binger kregen de documentaires veel lof van de pers, maar bleven de bezoekers wegens de toegangsprijzen massaal weg. De allereerste speelfilm van de studio is vermoedelijk Maartje van Schalkwijk (1912). De directeur op de artistieke afdeling was vermoedelijk Edmond Edren. Hij bleef werken bij de filmmaatschappij tot aan het begin van 1913. Hij was naar geruchten geen geliefd persoon. Enkel actrice Enny de Leeuwe kon met hem overweg. Binger schakelde hierna de hulp in van Charles Lépine, technicus bij Pathé. Lépine kreeg de opdracht het 'onervaren personeel' te leren hoe films gemaakt moeten worden.
Hoewel er veel documenten zijn gevonden over speelfilms van Hollandia die uit 1912 dateren, was volgens Binger 'zijn' De Levende Ladder (1913) de eerste echte film van de studio. In november 1912 werd toneelactrice Annie Bos gevraagd de hoofdrol te spelen. De opnames werden nog voor de jaarwisseling voltooid en de première volgde in het begin van januari 1913. Volgens actrice Annie Jurgens had Binger nog voor De Levende Ladder een speelfilm gemaakt, genaamd De Oude Veerman (1912). Deze had Jurgens, William Hunsche en Marcel Myin in de hoofdrollen. Volgens de actrice was de film waarschijnlijk een experiment, omdat het nooit vertoond werd voor het publiek. Er is dus veel twijfel over wat als de eerste film van de studio wordt gezien. Waarschijnlijk was de invloed van Lépine en Edren in de begindagen zo groot, dat Binger er liever over zweeg, uit angst dat het zijn imago zou beschadigen. Om die reden worden er nog altijd veel vraagtekens geplaatst achter de uitspraken van hem over de begindagen van de studio.

### Studio en spelerskern
Aan het begin had Hollandia nog geen studio. Toen werden alle opnames in de buitenlucht gemaakt. In april 1913 kwamen er plannen een 'fotografisch atelier' te bouwen aan de Antoniestraat. De oppervlakte hiervan bedroeg 11,5 x 7,5 meter. Daarnaast was er een open ruimte van 3,5 meter. Hierdoor was er voldoende daglicht in de studio. Bij het filmen van de vroegere films moest echter ook kunstlicht gebruikt worden. Dit was zeer ongunstig voor de actrices, omdat bij de fotografie geen sprake was van retouche en alle minpunten in hun gezicht duidelijk zichtbaar waren. Volgens actrice Christine van Meeteren was een ander groot nadeel dat de lampen zo fel waren, dat er na een hele dag werken een tijd met zonnebril gelopen moest worden om te herstellen.
Tijdens de bouw van de studio trok Binger de bekende acteur en regisseur Louis H. Chrispijn aan als artistiek leider. Chrispijn was voorheen voornamelijk actief als toneelvernieuwer en werkte bij de Koninklijke Vereeniging Het Nederlandsch Toneel. Hij stond samen met Jan Holtrop aan het hoofd van een inmiddels gevormd vast gezelschap. Nadat Chrispijn en Holtrop in mei 1913 werden benoemd tot directeur, werden de twee afdelingen samengevoegd tot de 'Maatschappij voor Wetenschappelijke en Artistieke Cinematografie, Filmfabriek Hollandia. Het doel van de studio was:

Exploitatie der bioscoop op wetenschappelijk, industrieel, economisch, ethisch en artistiek gebied.
— Staatscourant

De eerste acteurs die werden aangewezen als de vaste kern van de spelers, waren Annie Bos, Mientje Kling Christine van Meeteren, Charles Gilhuys, Lau Ezerman, Coba Kinsbergen, Theo Frenkel jr., Eugenie Krix en Jan van Dommelen. Ook in de afdeling 'technische medewerkers' waren er vaste crewleden, waaronder cameraman H.W. Metman, de eerste Nederlander die opnames maakte voor Hollandia. Later dat jaar werd Filmfabriek F.A. Nöggerath gesloten. Verscheidene werknemers van die maatschappij kwamen voor Hollandia werken, onder wie ook cameraman en acteur Feiko Boersma.
Een van de eerste films die werden opgenomen met een vast gezelschap waren Oranje en Nederland (1913) en Krates (1913). De films waren in deze tijd voornamelijk romantische melodrama's en werden slecht ontvangen door het publiek. Chrispijn ging liever anders te werk en gaf een voorkeur aan film met echte emoties. De eerste film die hij voor de studio maakte is Twee Zeeuwsche Meisjes in Zandvoort (1913), een film die in één dag werd opgenomen aan het strand bij Scheveningen. Desondanks beleefde het een groot succes.

### Hollandia Toneelgezelschap
Binger ontsloeg Holtrop van zijn functie in september 1913 en stelde Julius Stoop aan als zijn vervanger. Binger was meer onder de indruk van Stoop, die volgens hem een ijverig beoefenaar van fotografie was en zich zeer aangetrokken voelde tot de filmkunst. Hij vertelde dat zijn ervaring in het buitenland gunstig kon zijn voor de technische afdeling van de studio. Holtrop verliet Hollandia niet, hij werd aangewezen als de directeur van het Hollandia Tooneelgezelschap.
Het Hollandia Tooneelgezelschap werd in september 1913 opgericht voor toneelliefhebbers. De films die overdag werden opgenomen voor de camera, werden 's avonds opgevoerd in het theater. Al de toneelstukken werden begeleid door Chrispijn. Het bleek hard werken te zijn voor de acteurs. Niet alleen werden hun werkuren aanzienlijk langer, maar moesten ze ook teksten studeren. Destijds was de geluidsfilm namelijk nog niet uitgevonden en konden alleen stomme films opgenomen worden. Om die reden waren de meeste acteurs die verbonden waren aan het toneelgezelschap niet actief in de filmafdeling en andersom. Toch waren er wel enkele acteurs die in zowel film als theater actief waren, zoals Annie Bos en Christine van Meeteren.
Het bekendste en populairste toneelstuk is Mijn Papa, het Kamerlid, dat al in september 1913 in première ging. Het gezelschap werd echter al snel weer opgeheven. Volgens Binger was dit te wijten aan het feit dat geen van de toneelstukken een groot succes werden. Holtrops zoon herinnerde zich echter dat zijn vader het toneelgezelschap na anderhalf jaar beëindigde op basis van 'onaangenaamheden'.

### Vertrek van Chrispijn
In januari 1914 kreeg nog een machtige man een contract bij Hollandia; Johan Gildemeijer. Hij werd aangenomen als adviseur op literair, technisch en financieel gebied. Hierbij moest hij accepteren dat de filmmaatschappij de rechten had over al de door hem geschreven scenario's. Wel kreeg hij anderhalf procent van alle te produceren en reeds geproduceerde Hollandia-films. Het is niet bekend bij hoeveel films hij betrokken was. Hij verliet de studio aan het einde van 1914, vlak na het voltooien van het scenario van Fatum (1915).
Op 18 maart 1914 hield de Maatschappij voor Wetenschappelijke en Artistieke Cinematografie, Filmfabriek Hollandia een vergadering. Hierbij werd besloten dat de naam werd ingekort tot 'N.V. Filmfabriek Hollandia'. Ondertussen ontstonden er conflicten tussen enkele medewerkers. Binger was de man die de touwtjes in handen hield en stelde hoge eisen in de studio. Iedereen moest elke ochtend om 9:00 uur aanwezig zijn in de studio, excuses werden niet geaccepteerd. Chrispijn was een van de velen die tegensputterde en wilde meer vrije tijd om na te denken. Binger gaf echter de voorkeur aan kwantiteit boven kwaliteit en hield de kosten ook nog eens zo laag mogelijk. De vaste werklieden kregen daarentegen hoog uitbetaald: Annie Bos mocht meer dan 1000 gulden per maand in ontvangst nemen. Het budget werd gehaald uit aandelen, aandeelhouders gaven grote sommen bedragen, totdat de Eerste Wereldoorlog uitbrak.
Chrispijn besloot aan het einde van 1914 zijn taak als artistiek leider en regisseur op te geven. Hij bleef wel beschikbaar als acteur. Chrispijn regisseerde bijna alle speelfilms van de studio en na zijn vertrek kreeg Alex Benno deze taak. Waarom hij precies vertrok, heeft hij nooit bekendgemaakt. Er wordt vermoed dat het niet uit financiële redenen ging, maar dat hij simpelweg de voorkeur gaf aan het toneel. De laatste film die hij regisseerde was De Vloek van het Testament (1915).

### Invloed van de Eerste Wereldoorlog

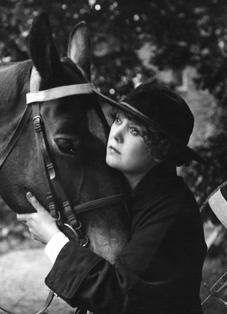
Still van de film Majoor Frans met Hollandia's bekendste filmster Annie Bos

Op 28 juli 1914 was de Eerste Wereldoorlog uitgebroken. Hoewel Nederland neutraal was, waren de gevolgen wel merkbaar. Veel van de werknemers werden gemobiliseerd, waaronder ook Theo Frenkel jr. Binger besloot na het vertrek van Chrispijn alle films zelf te regisseren. Hij gaf aanvankelijk een voorkeur aan films waar een typisch Hollandse karakter in voorkwam, maar koos door de oorlog voor het uitbuiten van landschap, zee, duinen, bossen en velden in films. Binger had moeite met de belangstelling van het buitenland te houden. Hij vertelde dat als hij iedereen geboeid wilde houden, hij de 'innerlijke aantrekkelijkheden der onderwerpen van onze film' moest winnen.
Daarnaast werd ervoor gekozen geen korte films meer te maken. Men begon zich volledig te richten op het hoofdwerk. Het gevolg ervan was dat er minder films werden uitgebracht. Pas een half jaar na de uitbrengst van De Vloek van het Testament ging de volgende film in première. Steeds vaker werd de hulp ingeschakeld van Jan van Dommelen, een van Bingers favoriete collega's. Naar Bingers uitspraken werden de films in deze periode een groot succes in het buitenland. In hoeverre hij er de waarheid spreekt, wordt echter in twijfel genomen. Het is wel bekend dat de films wel degelijk werden geëxporteerd. Hier kwam een einde aan in 1916, toen de Onbeperkte duikbotenoorlog op gang kwam.
De oorlog had echter ook voordelen voor de studio. Er waren veel burgers zonder werk en brood en meldden zich daarom aan als figuranten bij Hollandia. Er kwamen ook veel buitenlandse regisseurs en acteurs naar Nederland in de hoop er werk te vinden, onder wie ook de Roemeense regisseur Mime Misu en Chileense acteur Adelqui Migliar. Vooral Migliar kreeg veel lof van de pers en zou daarom uitgroeien tot een van de voornaamste acteurs van Hollandia. In deze periode werden de grootste successen van Hollandia uitgebracht, waaronder Majoor Frans (1916), Het geheim van Delft (1917) en Op Hoop van Zegen (1918). De laatstgenoemde film was de succesvolste film uit de hele geschiedenis van Hollandia.
Desondanks ging het steeds slechter met de financiën van de studio. Om de filmmaatschappij te redden, begon Binger samen te werken met de katholieke kerk en vormde op 18 oktober 1917 samen daarmee de 'N.V. Maatschappij tot Exploitatie van Witte Films'. De voorwaarde die de kerk stelde, was dat er een censuur en leeftijdsgrenzen kwamen, iets wat de filmindustrie destijds nog niet kende. Naar aanleiding hiervan werden er speciale bioscopen gemaakt, waar speciale familie- en witte films werden gemaakt. Dit waren films met een goed morele boodschap. Het was een constructie die geen lang leven werd gegund. De enige witte films van Hollandia zijn Oorlog en Vrede (1914) (1918), Oorlog en Vrede (1916) (1918), Oorlog en Vrede (1918) (1918) en Rechten der Jeugd (1921).

### Anglo-Hollandia
Toen er in 1918 een einde kwam aan de Eerste Wereldoorlog, hoopte men bij Hollandia dat er een einde gekomen zou zijn aan de moeilijke periode. Er kwamen over de hele wereld veranderingen in de eisen van films. Zo werd er meer verwacht van de montage en werd de speelduur van films langer. Het gevolg hiervan was dat het maken van een film meer tijd kostte. Binger moest opnieuw op zoek gaan naar financiële steun en nam contact op met de Engelse filmmaatschappij 'Smith's Film Sales' van Harry R. Smith. In augustus 1919 tekende hij een contract met de Engelsen, waarin hij B.E. Doxat-Pratt aanstelde als artistiek leider. Hollandia veranderde zijn naam naar 'Anglo-Hollandia'.
De eerste Anglo-Hollandiafilm was Zonnetje (1919). Er was beduidend veel veranderd aan de inhoud van deze films en de studio zelf. Er werd meer gebruikgemaakt van het opname-theater, dat volgens het contract uitgebreid moest worden. De Nederlandse pers sprak negatief over de films, die het Hollandse karakter hadden verloren. De inhoud betrof society-toneelstukken, melodramatische en lange films. Voor de rolverdeling werden Engelse acteurs gekozen boven Nederlandse acteurs. De enige Hollandia-acteur die veelgevraagd bleef, was Adelqui Migliar. Zijn achternaam werd wel veranderd naar 'Millar'. Veel van de acteurs die jarenlang hard hadden gewerkt voor de studio, werden genadeloos ontslagen. Zelfs Nederlandse grootste filmdiva Annie Bos mocht niet langer werken voor de studio, omdat ze te oud werd geacht.
Binger had niet langer de touwtjes in handen, vanaf toen had Doxat-Pratt volledige macht over de studio. Ze waren allebei ontevreden over de eindresultaten. Het duurde te lang voordat een film voltooid werd en ze werden overigens uitermate slecht ontvangen door niet alleen Nederlandse, maar ook Engelse critici. Het enige waar de studio in uitblonk volgens de pers, was de fotografie. In juni 1920 kwam er een contract tot stand met Granger's Exclusives Ltd. De filmstudio heette vanaf toen Granger-Binger. Binger probeerde nog invloed te hebben op de filmproducties, maar veranderde onder de constellaties. Wel werd de Hollandse sfeer teruggebracht in films. Voor het eerst in tijden kregen Nederlandse acteurs weer hoofdrollen in films, onder wie ook Eduard Verkade. Toch waren voor de pers de films niet meer zoals ze ooit waren.

### Faillissement
Al de hoop werd gevestigd op De Jantjes (1922), de film waarvan werd verwacht dat het in dezelfde stijl was als dat ze in de beginjaren waren. Samen met Mottige Janus (1922) werd het onthaald als een 'echt-Hollandse film. Het betekende echter niet dat er een ingrijpende verandering in de studio zou komen. Binger werd ondertussen ernstig ziek en in het najaar van 1922 werd er borstkanker bij hem geconstateerd. Hij stierf op 9 april 1923. Hierna waren er geruchten dat de Engelse journaliste Elsie Cohen de leiding over zou nemen, maar de bankiers die Hollandia financierden weigerden de firma nog langer te financieren als zij aan het hoofd zou komen.
Het duurde niet lang voordat Hollandia failliet ging: Op 14 augustus 1923 werd dit bevestigd. De inventaris, de apparaten, decors en andere rekwisieten werden voor een bedrag van 15.000 gulden verkocht aan de Dutch Film Company. Naar geruchten had Doxat-Pratt de studio al eerder verlaten. Pas op 4 juli 1928 werd Filmfabriek Hollandia officieel opgeheven bij de Kamer van Koophandel. Op 17 juli 1931 had de slotuitdeling plaats. Hollandia raakte al snel in de vergetelheid. Al de publiciteit ging naar Amerikaanse films; de Nederlandse filmindustrie werd alsmaar kleiner en onbelangrijker. Hollandia heeft tussen 1912 en 1923 60 lange speelfilms uitgebracht. Dit was 72% van de totale Nederlandse productie in die jaren.

## Vaste spelers
Hollandia had acteurs in dienst die in veel van de door de studio vervaardigde films speelden. Er was sprake van een vaste kern van spelers, een zogeheten stockcompany. Hieronder volgt een lijst op alfabet van deze acteurs.
| - Alex Benno - Feiko Boersma - Annie Bos - Evelyn Brent - Louis H. Chrispijn - Lola Cornero - Jan van Dommelen - Lau Ezerman - Theo Frenkel jr. - Charles Gilhuys | - Coba Kinsbergen - Mientje Kling - Eugenie Krix - Enny de Leeuwe - Christine van Meeteren - Adelqui Migliar - Mary Odette - Jeanne van der Pers - Willem van der Veer - Paula de Waart |

## Huidige situatie
De filmstudio werd ondanks protest in 1988 afgebroken. Volgens de gemeente Haarlem had dit gebouw - de laatste studio van de stomme film in Europa - geen historische waarde. 
In 1989 kwam er een docu-film uit over de filmfabriek, die fragmenten toont over de fabriek en zijn medewerkers. In maart 2006 bracht het Haarlems Theater de musical Hollandia, Hollywood aan de Spaarne op de planken. In 2019 wijdde het ABC Architectuurcentrum samen met Museum Haarlem tentoonstellingen aan de Haarlemse filmindustrie.

## Filmografie
Hieronder volgt een lijst van de door Hollandia uitgebrachte speelfilms. Hierbij zijn de documentaires uitgesloten.
| Jaar | Titel                                                      | Regisseur                          | Hoofdrolspeler(s)                                            | Opmerking(en)                                      |
| ---- | ---------------------------------------------------------- | ---------------------------------- | ------------------------------------------------------------ | -------------------------------------------------- |
| 1912 | De Oude Veerman                                            | Maurits Binger                     | Annie Jurgens, Willem Hunsche, Marcel Myin                   |                                                    |
| 1913 | Boerenidylle                                               |                                    | Annie Bos                                                    |                                                    |
|      | Krates                                                     | Louis H. Chrispijn                 | Cor Laurentius, Willem Hunsche, Mientje Kling                |                                                    |
|      | De Levende Ladder                                          | Maurits Binger, Louis H. Chrispijn | Annie Bos, Alex Benno                                        |                                                    |
|      | Oranje en Nederland                                        | Louis H. Chrispijn                 | Annie Bos, Jan Buderman                                      |                                                    |
|      | Silvia Silombra                                            | Louis H. Chrispijn                 | Julia Cuypers, Enny de Leeuwe, Jan van Dommelen              |                                                    |
|      | Twee Zeeuwsche Meisjes in Zandvoort                        | Louis H. Chrispijn                 | Annie Bos, Christine van Meeteren                            |                                                    |
|      | De Verkeerde Zoutpot                                       |                                    |                                                              |                                                    |
|      | De Verzoeking                                              | Louis H. Chrispijn                 | Mientje Kling, Jan Holtrop                                   |                                                    |
| 1914 | De Bertha                                                  | Louis H. Chrispijn                 |                                                              |                                                    |
|      | De bloemen die de ziel vertroosten                         | Louis H. Chrispijn                 | Mientje Kling, Louis van Dommelen                            |                                                    |
|      | De Drie Vrijgezellen                                       | Louis H. Chrispijn                 | Louis H. Chrispijn, Joseph van Lier, Annie Bos               |                                                    |
|      | De Echo in de Put                                          |                                    |                                                              |                                                    |
|      | Gebroken Levens                                            | Louis H. Chrispijn                 | Louis Bouwmeester, Annie Bos                                 |                                                    |
|      | Het Geheim van het Slot Arco                               | Jan van Dommelen                   | Tilly Lus, Willem van der Veer                               |                                                    |
|      | De Honderdduizend                                          | Alex Benno                         | Annie Bos, Christine van Meeteren                            |                                                    |
|      | Het Klompje van Marietje                                   | Jan van Dommelen                   | Johanna van der Hilst, Jan van Dommelen                      | Nederlands-Engelse film                            |
|      | Liefde Waakt                                               | Louis H. Chrispijn                 | Annie Bos, Christine van Meeteren                            |                                                    |
|      | Luchtkasteelen                                             | Louis H. Chrispijn                 | Willem van der Veer, Jan van Dommelen                        |                                                    |
|      | Mijntje en Trijntje op de Schaats                          | Louis H. Chrispijn                 | Annie Bos, Christine van Meeteren                            |                                                    |
|      | Een Nacht in het Zuiden                                    | Louis H. Chrispijn                 | Christine van Meeteren, Louis H. Chrispijn                   | Combinatie van film en toneel                      |
|      | Een Partij Schaak                                          | Louis H. Chrispijn                 | Annie Bos, Jan van Dommelen                                  |                                                    |
|      | Het Stenen Bruidje                                         | Louis H. Chrispijn                 | Mientje Kling, Christine van Meeteren, Eugenie Krix          | Nederlands-Engelse film                            |
|      | Telegram uit Mexico                                        |                                    | Willem van der Veer, Esther de Boer-van Rijk                 | Nederlands-Engelse film                            |
|      | Toffe Jongens onder de Mobilisatie                         | Jan van Dommelen                   | Annie Bos, Christine van Meeteren, Roosje Ménagé-Challa      |                                                    |
|      | De Verwisseling onder het Bed                              | Louis H. Chrispijn                 | Joseph van Lier, Roosje Ménagé-Challa                        |                                                    |
|      | Weergevonden                                               | Louis H. Chrispijn                 | Mientje Kling, Enny de Leeuwe                                |                                                    |
|      | De Wolf in de Schaapskooi                                  | Jan van Dommelen                   | Mientje Kling, Annie Bos, Coba Kinsbergen                    | Nederlands-Engelse film                            |
|      | De Wraak van het Visschersmeisje                           | Jan van Dommelen                   | All'Aida, Annie Bos                                          |                                                    |
|      | De Zigeunerin                                              | Louis H. Chrispijn                 | Christine van Meeteren, Louis H. Chrispijn, Theo Frenkel jr. |                                                    |
|      | Zijn Viool                                                 | Louis H. Chrispijn                 | Mientje Kling, Boris Lensky                                  |                                                    |
| 1915 | De Droomavonturen van Knipoog                              |                                    | Annie Bos, Paula de Waart                                    |                                                    |
|      | Liefdesstrijd                                              | Maurits Binger                     | Annie Bos, Willem van der Veer                               |                                                    |
|      | Ontmaskerd                                                 | Misu Rosescu                       | Johannes Langenaken, Annie Bos, Coen Hissink                 |                                                    |
|      | De Vloek van het Testament                                 | Maurits Binger, Louis H. Chrispijn | Annie Bos, Christine van Meeteren                            |                                                    |
|      | De Vrouw Clasina                                           | Maurits Binger                     | Louis H. Chrispijn, Esther de Boer-van Rijk, Annie Bos       |                                                    |
| 1916 | Het Geheim van de Vuurtoren                                | Maurits Binger                     | Louis H. Chrispijn, Coen Hissink, Annie Bos                  |                                                    |
|      | Liefdesoffer                                               | Maurits Binger                     | Annie Bos, Willem van der Veer, Lola Cornero                 |                                                    |
|      | Majoor Frans                                               | Maurits Binger                     | Annie Bos, Fred Vogeding, Lily Bouwmeester                   |                                                    |
|      | La Renzoni                                                 | Maurits Binger                     | Annie Bos, Willem van der Veer, Nico de Jong                 |                                                    |
|      | De Vereeniging tot Veredeling van het Vreemdelingenverkeer |                                    | Louis H. Chrispijn, Annie Bos, Dirk Lageman                  |                                                    |
|      | Vogelvrij                                                  | Maurits Binger                     | Annie Bos, Willem van der Veer, Pierre Perin                 |                                                    |
| 1917 | Het geheim van Delft                                       | Maurits Binger                     | Annie Bos, Fred Vogeding, Jan van Dommelen                   |                                                    |
|      | Gouden Ketenen                                             | Maurits Binger                     | Annie Bos, Jan van Dommelen, Cecil Ryan                      |                                                    |
|      | Een Kino-Tooneelstuk                                       | Jan van Dommelen, Fred Penley      | Annie Bos, Jan van Dommelen                                  | Combinatie van film en toneel                      |
|      | Madame Pinkette & Co                                       | Maurits Binger                     | Annie Bos, Jan van Dommelen, Adelqui Migliar                 |                                                    |
|      | Ulbo Garvema                                               | Maurits Binger                     | Fred Vogeding, Annie Bos, Jan van Dommelen                   |                                                    |
| 1918 | Amerikaansche meisjes                                      | Maurits Binger                     | Beppie de Vries, Margie Morris, Lola Cornero                 |                                                    |
|      | De Kroon der Schande                                       | Maurits Binger                     | Annie Bos, Willem van der Veer, Adelqui Migliar              |                                                    |
|      | Oorlog en Vrede (1914)                                     | Maurits Binger                     | Annie Bos, Jan Buderman, Adelqui Migliar                     |                                                    |
|      | Oorlog en Vrede (1916)                                     | Maurits Binger                     | Annie Bos, Jan Buderman, Adelqui Migliar                     |                                                    |
|      | Oorlog en Vrede (1918)                                     | Maurits Binger                     | Annie Bos, Jan Buderman, Adelqui Migliar                     |                                                    |
|      | Op Hoop van Zegen                                          | Maurits Binger                     | Esther de Boer-van Rijk, Willem van der Veer, Annie Bos      |                                                    |
|      | Toen 't Licht Verdween                                     | Maurits Binger                     | Annie Bos, Adelqui Migliar, Jan van Dommelen                 |                                                    |
| 1919 | Een Carmen van het Noorden                                 | Maurits Binger, Hans Nesna         | Annie Bos, Adelqui Migliar, Jan van Dommelen                 |                                                    |
|      | De Damescoupeur                                            | Maurits Binger                     | Cor Ruys, Henry Schröder, Jeanne van der Pers                |                                                    |
|      | Het Goudvischje                                            | Maurits Binger                     | Annie Bos, Jeanne van der Pers, Adelqui Migliar              |                                                    |
|      | Zonnetje                                                   | Maurits Binger, B.E. Doxat-Pratt   | Annie Bos, Renée Spiljar, Adelqui Migliar                    | Eerste Anglo-Hollandiafilm Nederlands-Engelse film |
| 1920 | De Heldendaad van Peter Wells                              | Maurits Binger, B.E. Doxat-Pratt   | Adelqui Migliar, Heather Thatcher                            | Nederlands-Engelse film                            |
|      | Schakels                                                   | Maurits Binger                     | Jan van Dommelen, Annie Bos, Louis Davids                    |                                                    |
|      | De Vader van het Kind                                      |                                    | Annie Bos                                                    |                                                    |
|      | Het Verborgen Leven                                        | Maurits Binger, B.E. Doxat-Pratt   | Annie Bos, Adelqui Migliar, Renée Spiljar                    | Nederlands-Engelse film                            |
|      | De Vrouw van de Minister                                   | Maurits Binger, B.E. Doxat-Pratt   | Mary Odette, Henry Victor, Lola Cornero                      | Nederlands-Engelse film                            |
|      | Wat Eeuwig Blijft                                          | Maurits Binger, B.E. Doxat-Pratt   | Adelqui Migliar, Constance Worth                             | Nederlands-Engelse film                            |
|      | Zooals ik Ben                                              | Maurits Binger, B.E. Doxat-Pratt   | Adelqui Migliar, Mary Odette                                 | Nederlands-Engelse film                            |
|      | Zuster Brown                                               | Maurits Binger, B.E. Doxat-Pratt   | Marjorie Villis, Leslie French                               | Nederlands-Engelse film                            |
| 1921 | Bloedgeld                                                  | Fred Goodwins                      | Adelqui Migliar, Dorothy Fane                                | Nederlands-Engelse film                            |
|      | Hard Tegen Hard                                            | B.E. Doxat-Pratt                   | Edmund Gwenn, Helen Haye, Meggie Albanesi                    | Nederlands-Engelse film                            |
|      | In den Nacht                                               | Frankland A. Richardson            | Adelqui Migliar, Gladys Jennings, Hayford Hobbs              | Nederlands-Engelse film                            |
|      | Kitty Tailleur                                             | Frankland A. Richardson            | Marjorie Hume, Lewis Dayton, Mora Hayden                     | Nederlands-Engelse film                            |
|      | Een Lach en een Traan                                      | B.E. Doxat-Pratt                   | Adelqui Migliar, Evelyn Brent                                | Nederlands-Engelse film                            |
|      | Onder Spiritistischen Dwang                                | Maurits Binger, B.E. Doxat-Pratt   | Adelqui Migliar, Ivo Dawson, Zoe Palmer                      | Nederlands-Engelse film                            |
|      | Rechten der Jeugd                                          | Maurits Binger                     | Adelqui Migliar, Annie Bos, Jan van Dommelen                 |                                                    |
|      | Zaken zijn zaken                                           | Frankland A. Richardson            | Maudie Dunham, Henry Victor, Lily Bouwmeester                | Nederlands-Engelse film                            |
|      | De zwarte tulp                                             | Frankland A. Richardson            | Gerald McCarthy, Zoe Palmer, Eduard Verkade                  | Nederlands-Engelse film                            |
| 1922 | Bulldog Drummond                                           | Oscar Apfel                        | Carlyle Blackwell, Evelyn Greeley, Willem van der Veer       | Nederlands-Engelse film                            |
|      | Circus Jim                                                 | B.E. Doxat-Pratt, Adelqui Migliar  | Adelqui Migliar, Evelyn Brent                                | Nederlands-Engelse film                            |
|      | Gij Zult Niet Doden                                        | George A. Beranger                 | Gertrude McCoy, Zoe Palmer                                   | Nederlands-Engelse film                            |
|      | De Jantjes                                                 | Maurits Binger, B.E. Doxat-Pratt   | Louis Davids, Maurits de Vries                               | Nederlands-Engelse film                            |
|      | De Leugen van Pierrot                                      | Maurits Binger                     | Esther de Boer-van Rijk, Henry Schröder, Adelqui Migliar     |                                                    |
|      | Mottige Janus                                              | Maurits Binger                     | Maurits de Vries, Kitty Kluppell                             |                                                    |
| 1923 | Farizeeërs                                                 | Charles Giblyn                     | Wyndham Standing, Sydney Paxton, Gertrude Sterroll           | Nederlands-Engelse film                            |
|      | De Leeuw en de Muis                                        | Oscar Apfel                        | Mary Odette, Wyndham Standing                                | Nederlands-Engelse film                            |